# تاتا تاتا (مجلة)
مجلة تاتا تاتا هي مجلة مصرية فصلية لطفل ما قبل المدرسة، صدر العدد الأول منها في ربيع 2003م عن المركز القومي لثقافة الطفل التابع للمجلس الأعلى للثقافة، رئيس التحرير فاطمة المعدول، والمستشار الفني مجدي نجيب، ومستشارو التحرير أحمد بحاحة، صلاح بيصار، محمود الهندي، أشرف عويس، والمشرف الفني محسن رفعت، القطع 28×21سم، توجه المدرسة إلى سن طفل ما قبل المدرسة الذي لم يتعلم القراءة بعد، ليس هناك أبواب ثابتة محددة وتعتمد المجلة على الصور الأكبر حجماً والكتابة الواضحة، والقصص المدعمة برسومات توضيحية، تخلو المجلة من مقدمة، عدا العدد الأول، الشخصيات الرئيسية يوسف وتوتة.
بالمجلة عدد من الصفحات الكرتونية تصل إلى أربع من بين 32 صفحة ملونة، مطبوعة على ورق فاخر، وتعتمد أيضاً على التسالي، والمسابقات التي يستخدمها القارئ بمساعدة الكتب، تصدر المجلة ملحقاً من ثماني صفحات تعده فاطمة المعدول، يختص بالأنشطة، تعتمد على الاختلافات، ومعرفة الأعداد، وعبور متاهات بسيطة، لا تنشر المجلة صوراً للقراء، وليست هناك مسابقات بجوائز، ولا توجد في الأعداد الأولى مساهمات من القراء، المجلة لا تباع، ولا تعتمد على الإعلانات، وشعارها: مجلة فصلية لأطفال ما قبل المدرسة.

## فريق العمل

### الكُتَّاب
- فاطمة المعدول
- سميرة شفيق
- وليد طاهر
- عبده الزراع

### الرسامون
الغالب على المجلة أن يأخذ رساموها دوراً في التأليف، ومنهم:
- جرجس ممتاز
- وهبة عنايت
- مجدي نجيب
- صلاح بيصار
- محسن رفعت
- محمود الهندي
- إيهاب شاكر
- رشا منير
- أحمد سليمان